# Astathes distincta
Astathes distincta là một loài bọ cánh cứng trong họ Cerambycidae.